# Josef Kovač
Josef Kovač (* 1953 in Pakrac, Jugoslawien) ist ein deutscher Kaufmann, Sachbuchautor, Verleger und Hochschullehrer.

## Leben
Josef  Kovač schloss ein Studium der Betriebswirtschaft an der Universität Hamburg als Diplom-Kaufmann mit der Dissertation Die Entscheidung über Leasing oder Kreditkauf maschineller Anlagegüter. Ein investitionsanalytisch fundierter Beitrag zur Kostenoptimierung bei Erweiterungs- und Ersatzentscheidungen im Falle von Leasing-Kauf-Alternativen im Jahr 1982 ab.
Im Jahr 1982 begründete er den Verlag Dr. Kovač in Hamburg. Josef Kovač ist Hochschullehrer an der Hochschule für Angewandte Wissenschaften Hamburg.

## Schriften (Auswahl)
- Die Entscheidung über Leasing oder Kreditkauf maschineller Anlagegüter. Ein investitionsanalytisch fundierter Beitrag zur Kostenoptimierung bei Erweiterungs- und Ersatzentscheidungen im Falle von Leasing-Kauf-Alternativen. Dissertation Universität Hamburg, Kovač, Hamburg 1982, ISBN 3-9800762-0-2.
- Grundlagen des Aussenwirtschafts- und Devisensystems der SFR Jugoslawien: Aussenhandel, Kooperation, Auslandszahlungsverkehr. Kovač, Hamburg 1983, ISBN 978-3980076227.
- Kfz-Leasing oder Kfz-Kauf. Entscheidungshilfen für Privatpersonen. Kovač, Hamburg 1984, ISBN 3-9800762-6-1, ISBN 3-9800762-5-3 (... für Freiberufler), ISBN 3-9800762-4-5 (... für gewerbliche Unternehmen).
- Kostensenkung bei Leasingverträgen. Entscheidungshilfen zur Bestimmung der kostengünstigsten Grundmietzeit bei Leasingverträgen. Kovač, Hamburg 1984, ISBN 3-9800762-3-7.
- Neuerungen in den Aussenwirtschafts- und Devisenvorschriften Jugoslawiens. Kovač, Hamburg 1985, ISBN 3-9800762-9-6.
- als Herausgeber: Das große Buch der Anglergeschichten. Kovač, Hamburg 1999, ISBN 3-86064-999-X.
- mit Elke Hörnstein, Horst Kreth: Wirtschaftliche Entwicklung Hamburger Unternehmen. Pabst Science Publishers, Lengerich / Berlin / Bremen / Riga / Rom / Viernheim / Wien / Zagreb 2002, ISBN 978-3-936142-91-4.

### Publikationen
- Zur Reform des jugoslawischen Kooperationsgesetzes. In: Recht der Internationalen Wirtschaft. Vol. 32. Deutscher Fachverlag, Frankfurt am Main 1983, S. 607–611, ISSN 0340-7926
- Zur Reform des jugoslawischen Joint-Venture-Gesetzes. In: Rechtswissenschaft. Vol. 85. Nomos, Baden-Baden 1986, S. 342–435. ISSN 1868-8098